# Bajnócacincér
A bajnócacincér (Pachyta quadrimaculata) a cincérfélék családjába tartozó, Eurázsiában honos, fenyőkön élő bogárfaj. 

## Megjelenése
A bajnócacincér testhossza 10-22 mm. Az előtor hátsó pereme szélesebb az elsőnél, felső felületét két nagy domborulat foglalja el, oldalaiból egy-egy tompa tüske áll ki. A szárnyfedők vállai kiugróak, oldalvonalai folyamatosan keskenyedők. Alapszíne fekete, csápja a végén kivilágosodik; szárnyfedői sárgák, rajtuk két-két nagy, szögletes, fekete folttal. A fej és az előtor háta sűrűn és durván pontozott és felülete majdnem fénytelen. A szárnyfedők közepüktől lefelé finomabban pontozottak, a végük pontozása teljesen elmosódott és finom, felülete fénylő. Az előtor oldalán az oldalbütyöktől befelé nincs mélyedés által elhatárolt kiemelkedés. 

## Elterjedése és életmódja
Eurázsiában honos, a Pireneusoktól a szibériai Amur-vidékig és Észak-Mongóliáig. A Kárpátokban gyakori, Magyarországon ritka, csak a Kőszegi- és Soproni-hegységből ismert.
Lárvájának luc- és erdeifenyő elhalt, korhadó gyökereiben fejlődik. Eleinte a kéreg alatt rág, majd a szijácsban készíti járatait. Három áttelelés után május-júniusban a talajban bebábozódik. Az imágó júniustól augusztusig rajzik. Nappal aktív; szubalpin hegyvidéken, erdőszegélyeken, erdei tisztásokon, irtásokban különböző ernyősvirágúakon, galagonyán stb. olykor tömegesen fordul elő.

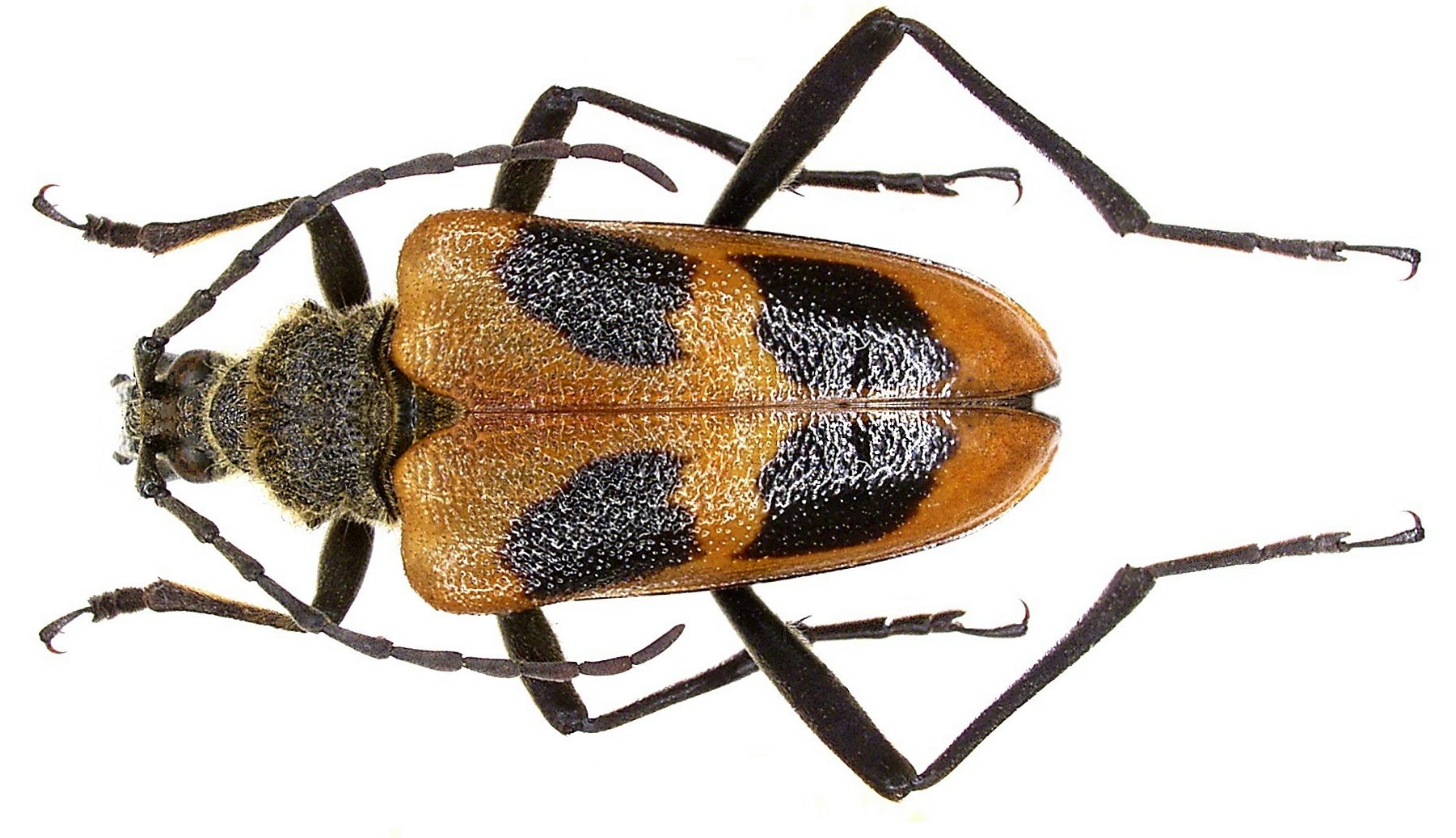
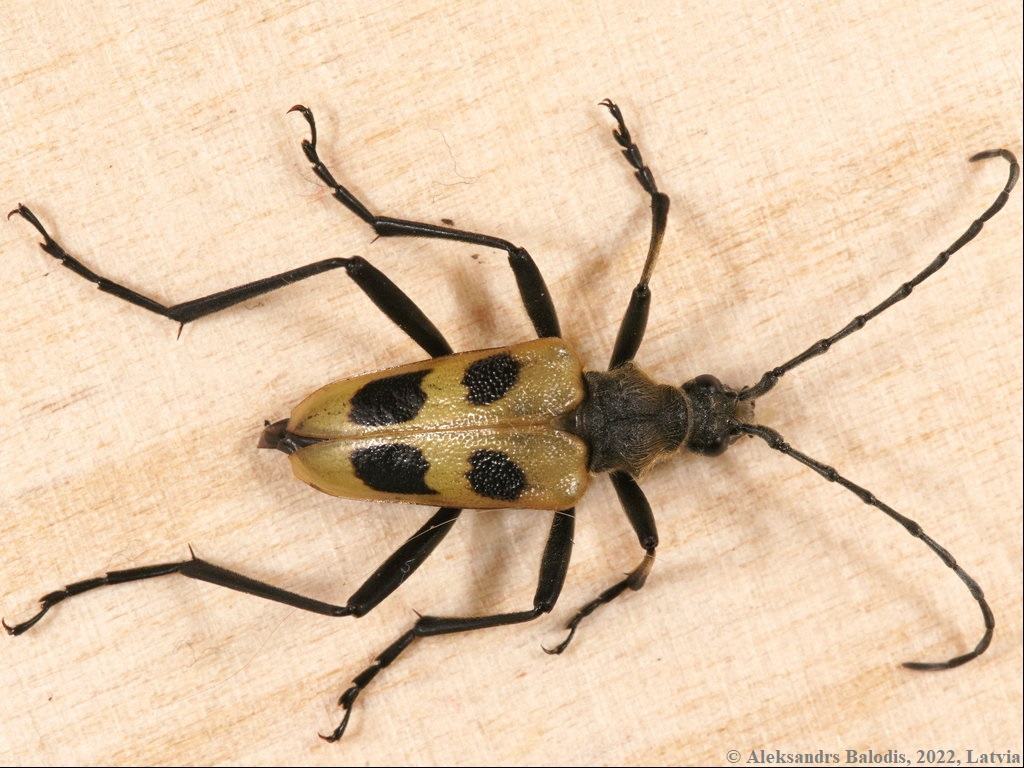
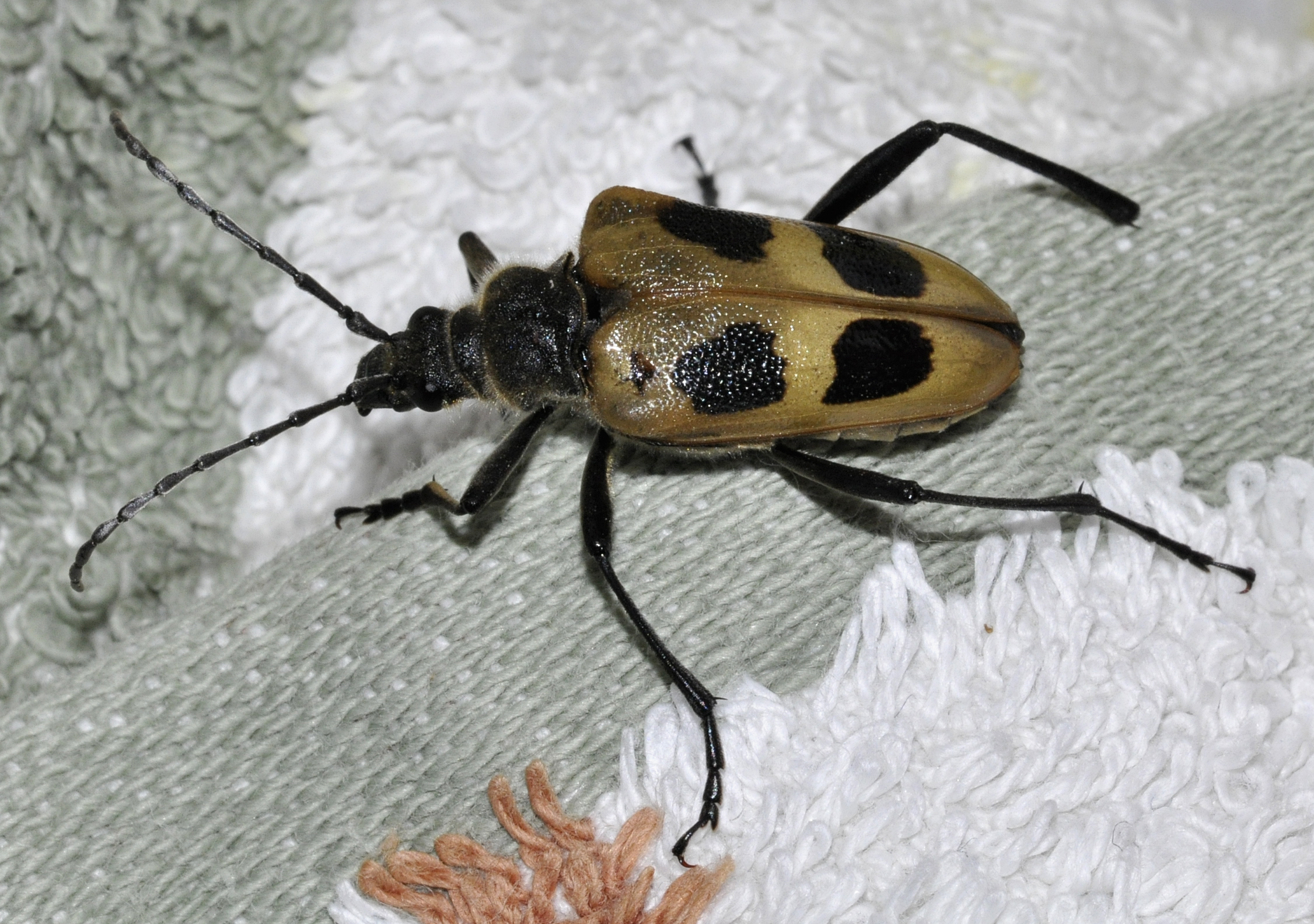
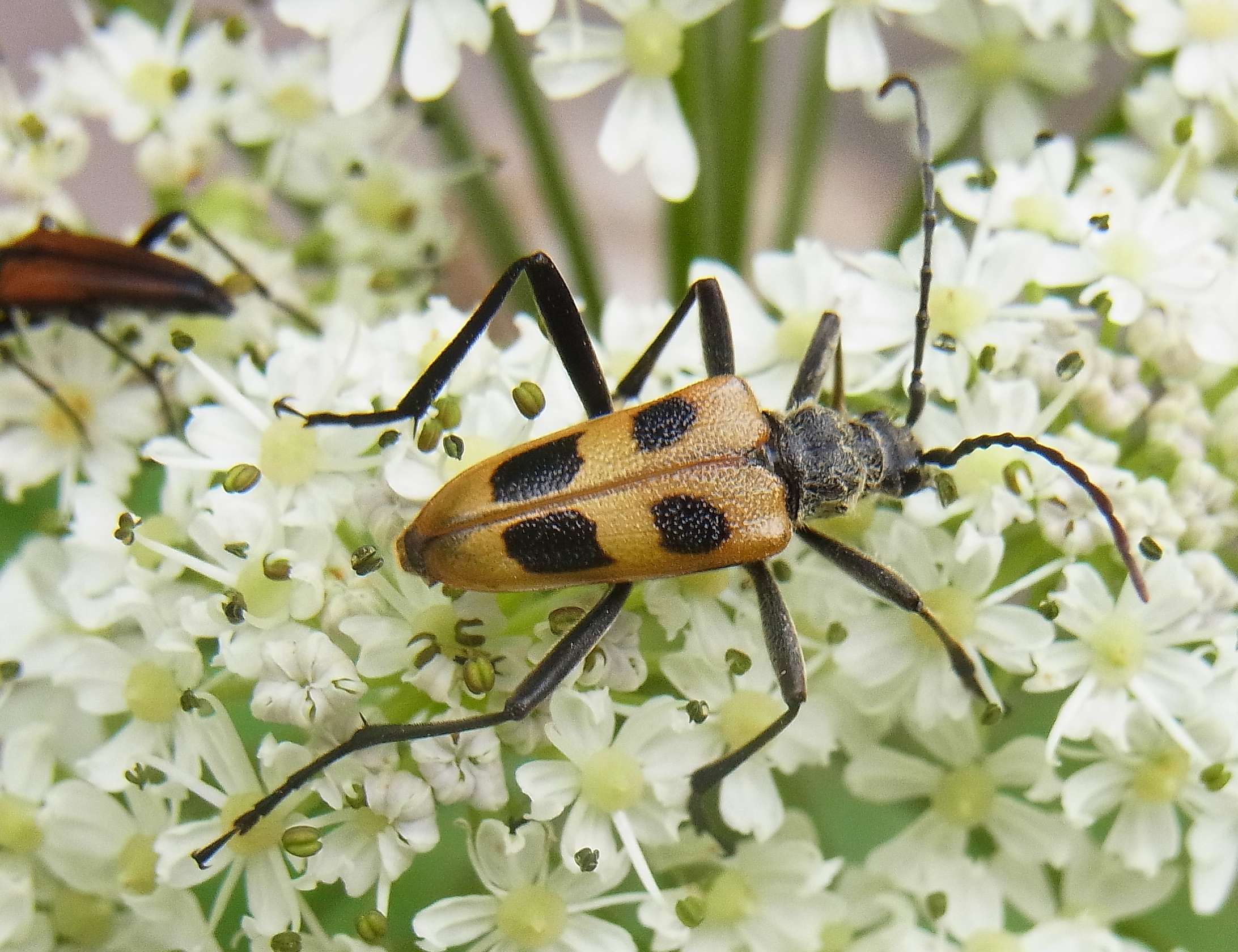
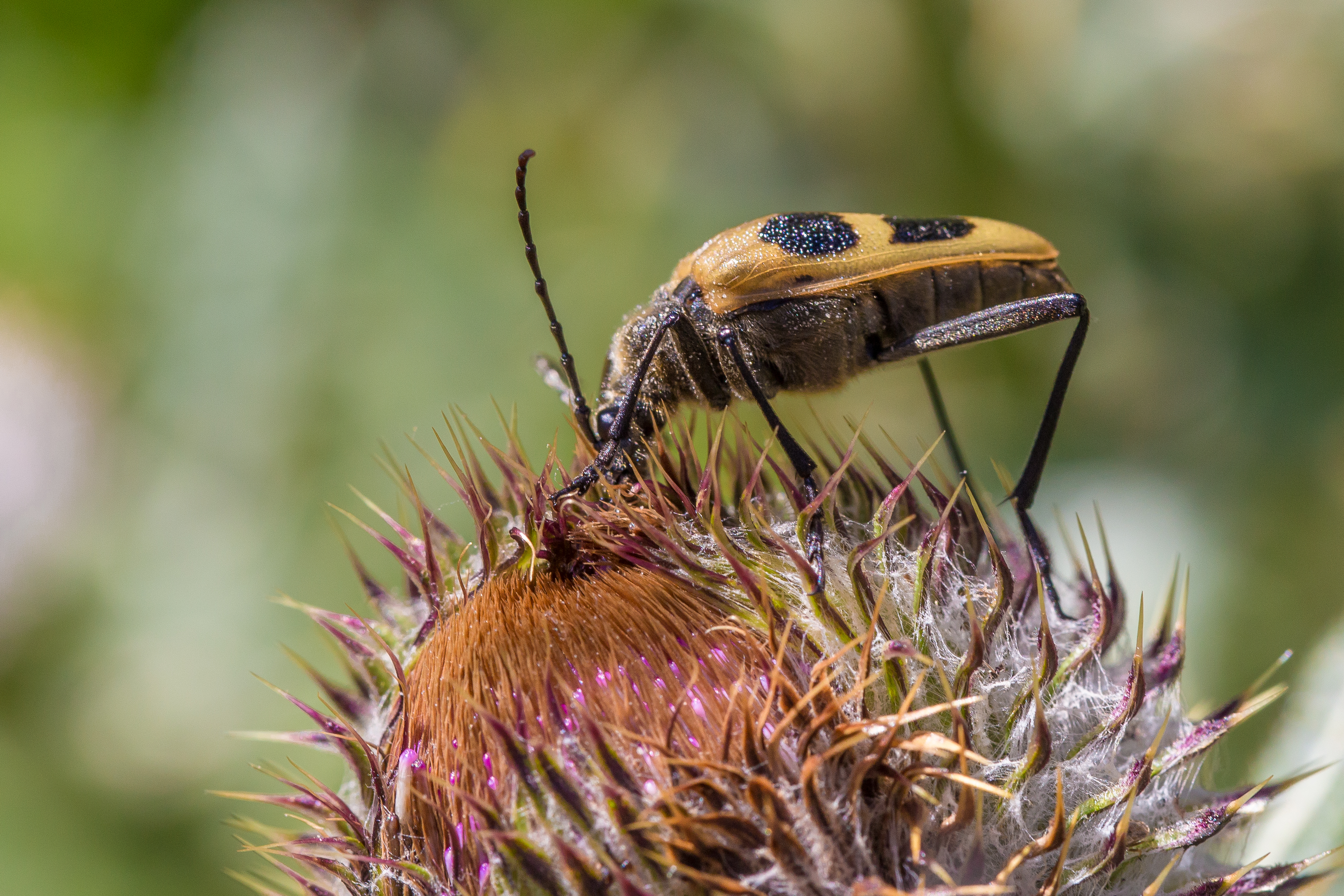

Magyarországon nem védett.